# عبد الناصر توفيق
عبد الناصر توفيق هو فيزيائي مصري، ولد في 22 يونيو 1967 في سوهاج في مصر.